# Lemaia
Lemaia (arabisch الماية, DMG al-Māya) ist eines der Siedlungszentren von Libyen und befindet sich in der Region Tripolitanien im Munizip al-Dschifara. Im Jahre 2012 hatte die Stadt grob geschätzt insgesamt etwa 2.383 Einwohner.
Während der italienischen Kolonialzeit war die Stadt Teil der Strecke der Ferrovia Tripoli-Zuara.